# 브라보 웰빙 라이프
브라보 웰빙 라이프는 SBS의 교양프로그램이다.

## 기획 의도
행복한 삶, 아름다움 삶을 추구하고자 하는 이들에게 즐거움과 재미를 더한 웰빙 정보를 제공하는 프로그램이다.